# ひと夏のパパへ
『ひと夏のパパへ』（ひとなつのぱぱへ）は、2003年7月2日から9月3日の毎週水曜日22時にTBS系で放送された日本のテレビドラマ。全10回。初回は15分拡大。主演は上戸彩。

## 概要
- 同局の『高校教師』の2003年版のヒロインを経て、上戸彩が本作でテレビドラマ初主演を果たした。上戸と、『高校教師』の1993年版でヒロインを演じた桜井幸子が共演したことで話題になった。

- 当初11回の予定だったが、低視聴率が相次いだ事で最終話前の回がカットされて10回で打ち切りとなった。

## キャスト
- 望月 まりも - 上戸彩

高校3年生、17歳。看護婦である母親・愉希乃の死をキッカケに、父親・薪平の存在を知る。
- 井上 麻美 - 桜井幸子
- 桐島 薪平 - 北村一輝
- 外古葉 修二 - 小日向文世
- 岡本 章介 - 柳沢慎吾
- 細野 一作 - 松重豊
- 安西 わか菜 - 北川弘美
- さつき - 沢尻エリカ
- 燐太郎 - 市原隼人
- 久美子 - 臼田あさ美
- 柴田 ジュン - 松田悟志
- 二本柳 のん - 小林千晴
- 寺沢 タマミ - 江波杏子
- 佐戸井 秀樹 - 渡辺いっけい
- 小成 大五狼 - 小林稔侍

## 主題歌
上戸彩「感傷」（ポニーキャニオン）
- 本作終了後、TBSにとって、ゴールデン枠のドラマでポニーキャニオン所属のアーティストが主題歌を歌う作品は、2016年1月期の火曜ドラマ「ダメな私に恋してください」まで12年半起用していなかった。

## スタッフ
- 脚本 - 樫田正剛
- 音楽 - 川口大輔
- 演出 - 廣木隆一、吉村達矢、松永洋一、五木田亮一、唐木希浩
- 演出補 - 中前勇児、中田博之、片山慎三
- プロデューサー - 大川博史
- プロデューサー補 - 渡辺茂、宇野麻美子
- 編成 - 木村理津
- 記録 - 田口良子、山本明美、上田祐里子
- 制作 - 山崎康生、幡野英二、北原一樹、森脇満理子
- 製作 - Joker、TBS

## 放送日程
| 各話                                                      | 放送日        | サブタイトル                   | 演出       | 視聴率 |
| --------------------------------------------------------- | ------------- | ------------------------------ | ---------- | ------ |
| 第1話                                                     | 2003年7月02日 | 太陽は泣いている               | 廣木隆一   | 8.8%   |
| 第2話                                                     | 2003年7月09日 | 木綿のハンカチーフ             | 廣木隆一   | 5.8%   |
| 第3話                                                     | 2003年7月16日 | 小さな恋のうた                 | 吉村達矢   | 7.4%   |
| 第4話                                                     | 2003年7月23日 | あの人を信じる! 神様に誓って…  | 松永洋一   | 6.0%   |
| 第5話                                                     | 2003年7月30日 | 死ぬな! オレが絶対助けてやる…  | 廣木隆一   | 5.1%   |
| 第6話                                                     | 2003年8月06日 | 大人の駆け引きなんか見たくない | 松永洋一   | 4.8%   |
| 第7話                                                     | 2003年8月13日 | 別れ! 生きていればいつか会える | 五木田亮一 | 5.1%   |
| 第8話                                                     | 2003年8月20日 | 父が泣いて頼んだ娘の小さな幸せ | 唐木希浩   | 3.6%   |
| 第9話                                                     | 2003年8月27日 | 海に飛び込んで知った父親の真実 | 松永洋一   | 3.8%   |
| 最終話                                                    | 2003年9月03日 | 素敵な想い出をありがとう…パパ  | 唐木希浩   | 5.6%   |
| 平均視聴率 5.6%（視聴率は関東地区・ビデオリサーチ社調べ） |               |                                |            |        |

- 初回は15分拡大して放送。

## 備考
本作の第5話に、誘拐犯の石倉役で堺雅人が出演。主演の上戸の背中にナイフを突きつけて脅すという絡みの演技もあったが、この10年後の2013年に二人は『半沢直樹』で夫婦役として共演を果たし、堺は「ここまで漕ぎ着けるのに10年かかりました」と話していたことがある。